# Réseau (Résistance)
Un réseau de résistance appartient à un service secret d'un pays allié durant la Seconde Guerre mondiale. Les réseaux sont de deux catégories : les réseaux de renseignement et les réseaux d'action. Il y a eu 268 réseaux homologués en France (par départements, la Résistance d'outre-mer, la France libre).